# Glyptomorpha constantinensis
Glyptomorpha constantinensis är en stekelart som först beskrevs av Embrik Strand 1910.  Glyptomorpha constantinensis ingår i släktet Glyptomorpha och familjen bracksteklar. Inga underarter finns listade i Catalogue of Life.